# Se a vida é (That's the Way Life Is)
Se a vida é (That's the Way Life Is) è una canzone dei Pet Shop Boys, estratta come secondo singolo il 12 agosto 1996 dal loro album Bilingual. Il brano ottenne un gran successo, tanto da essere considerato uno dei "tormentoni" dell'estate 1996, e si piazzò in posizione numero 8 nel Regno Unito.
Il brano come precedentemente detto fu un vero successo, e divenne uno dei brani più frequentemente trasmessi dalle radio inglesi nel 1996; i ritmi latineggianti furono perfetti con il periodo in cui il brano uscì (estate), così che il videoclip del brano fu ampiamente trasmesso in onda da MTV e altre emittenti televisive. Ciò per i Pet Shop Boys fu, oltre che un gran successo, una grande dimostrazione di "controcorrente": infatti nel periodo più prolifico per il  Britpop, l'uscita di un album e singolo latino fu un vero azzardo, azzardo dimostratosi più che vittorioso per il duo inglese.

## Se a vida é/To Step Aside
Nell'aprile 1997 Se a vida é fu pubblicato come singolo anche negli Stati Uniti assieme al brano To Step Aside (anch'esso incluso nell'album Bilingual). Pubblicato con la formula del doppio lato A, negli Stati Uniti il brano ad ottenere più successo fu To Step Aside, che irruppe in testa alla classifica dance americana, la Hot Dance Club Play. Il successo di To Step Aside fu talmente forte che ai Grammy Award del 1997 il brano ottenne la nomination come "miglior brano dance".

## Il videoclip
Il video per il singolo fu girato al parco acquatico Wet 'n Wild in Orlando, Florida, e fu diretto dal fotografo Bruce Weber. Nel video compare, in una piccola apparizione, una giovanissima Eva Mendes.

## Tracce

### 7": Parlophone / R 6443 (UK)
1. "Se a vida é (That's The Way Life Is)" - 4:01
2. "Betrayed" - 5:18

### CD: Parlophone / CDR 6443 (UK)
1. "Se a vida é (That's The Way Life Is)" - 4:01
2. "Betrayed" - 5:18
3. "How I Learned To Hate Rock 'n' Roll" - 4:40
4. "Se a vida é" (Pink Noise Mix) - 5:37

### CD: Parlophone / CDRS 6443 (UK)
1. "Se a vida é" (Mark Picchiotti's Deep and Dark Vocal) - 7:58
2. "Se a vida é" (Mark Picchiotti's Shelter Dub) - 8:40
3. "Se a vida é" (Deep Dish Liquid Remix) - 9:57
4. "Se a vida é" (Deep Dish Dub) - 11:45

### CD: Atlantic / 85430-2 (US)
1. "Se a vida é (That's The Way Life Is)" - 4:01
2. "Se a vida é" (Mark Picchiottis Deep and Dark Vocal) - 7:58
3. "To Step Aside" - 3:48
4. "To Step Aside" (Ralphi's disco vox) - 9:07
5. "The calm before the storm" - 2:45
6. "Betrayed" - 5:17

### CD: Atlantic / n/a (US)
1. "To Step Aside" (hasbrouck heights mix) - 8:59
2. "To Step Aside" (hasbrouck heights radio mix) - 4:08
3. "To Step Aside" (quiet mix) - 3:46
4. "To Step Aside" (Brazilian anthem dub) - 9:00
5. "To Step Aside" (champagne beats) - 3:57
6. "To Step Aside" (a cappella - verse 1 chorus) - 1:06
7. "To Step Aside" (a cappella - verse 2 chorus) - 0:58
8. "To Step Aside" (a cappella - bridge) - 0:18
9. "To Step Aside" (a cappella - verse 3 chorus) - 1:19

- US CD-R Promo "Vinnie Vero Mixes" studio acetate

### 2x12" edizione limitata dischi in vinile giallo/verde: Parlophone / 12RD 6443 (UK)
1. "Se a vida é" (mark picchiotti's deep and dark vocal) - 7:58
2. "Se a vida é" (mark picchiotti's deep and dark instrumental) - 7:58
3. "Se a vida é" (mark picchiotti's shelter dub) - 8:40

1. "Se a vida é" (deep dish liquid mix) - 9:57
2. "Se a vida é" (pink noise mix) - 5:37
3. "Se a vida é" (deep dish dub) - 11:45
4. "Se a vida é" - 4:01

### 2x12": Atlantic / 85430-0 (US)
1. "Se a vida é" (mark picchiotti's deep and dark vocal) - 7:58
2. "Se a vida é" (deep dish liquid mix) - 9:57
3. "To Step Aside" (ralphi's disco vox) - 9:07
4. "To Step Aside" (hasbrouck heights mix) - 8:50

1. "To Step Aside" (davidson ospina dub) - 7:30
2. "To Step Aside" (ralphi's old school dub) - 7:33
3. "To Step Aside" (brutal bill mix) - 7:30
4. "To Step Aside" (ralphi's house vox ii) - 7:32

### 12: Specialty Records / DMD-2412 (US)
1. "To Step Aside" (brutal bill mix 2) - 10:03
2. "To Step Aside" (quiet mix) - 3:42
3. "To Step Aside" (ralphi's old school dub 2) - 9:14
4. "To Step Aside" (davidson ospina dub 2) - 7:29

### Remixer

#### Richard Morel
1. "Se a vida é" (pink noise mix) - 5:37
2. "Se a vida é" (deep dish liquid mix) - 9:57
3. "Se a vida é" (deep dish dub) - 11:45

#### Mark Picchiotti
1. "Se a vida é" (mark picchiotti's deep and dark vocal) - 7:58
2. "Se a vida é" (mark picchiotti's deep and dark instrumental) - 7:58
3. "Se a vida é" (mark picchiotti's shelter dub) - 8:40

#### Ralph Rosario
1. "To Step Aside" (ralphi's disco vox) - 9:07
2. "To Step Aside" (ralphi's old school dub) - 7:33
3. "To Step Aside" (ralphi's house vox ii) - 7:32
4. "To Step Aside" (ralphi's old school dub 2) - 9:14

#### Vinnie Vero
1. "To Step Aside" (hasbrouck heights radio mix) - 4:08
2. "To Step Aside" (hasbrouck heights mix) - 8:50
3. "To Step Aside" (Brazilian anthem dub) - 9:00
4. "To Step Aside" (champagne beats) - 3:57
5. "To Step Aside" (quiet mix) - 3:42

#### Davidson Ospina
1. "To Step Aside" (davidson ospina dub) - 7:30
2. "To Step Aside" (davidson ospina dub 2) - 7:29

#### Bill Marquez (Brutal Bill)
1. "To Step Aside" (brutal bill mix) - 7:30
2. "To Step Aside" (brutal bill mix 2) - 10:03

## Classifica
| Nazione (1996) | Posizione |
| -------------- | --------- |
| Lituania       | 1         |
| Regno Unito    | 8         |
| Germania       | 18        |
| Austria        | 14        |
| Belgio         | 50        |
| Finlandia      | 3         |
| Francia        | 40        |
| Svezia         | 12        |
| Svizzera       | 17        |
| Australia      | 11        |
| Nuova Zelanda  | 24        |